# Glossosoma varjakantakam
Glossosoma varjakantakam is een schietmot uit de
familie Glossosomatidae. De soort komt voor in het Oriëntaals gebied.